# Сан Ђовани II (Палермо)
Сан Ђовани II је насеље у Италији у округу Палермо, региону Сицилија.
Према процени из 2011. у насељу је живело 238 становника. Насеље се налази на надморској висини од 465 м.